# Jan Jaworowski (matematyk)
Jan Włodzimierz Jaworowski (ur. 2 marca 1928 w Augustowie, zm. 10 kwietnia 2013 w Bloomington, Indiana) – polsko-amerykański matematyk.

## Życiorys
Był synem Jana Leonarda i Heleny (z domu Heybowicz) Jaworowskich.
W 1947 roku ukończył Państwowe Gimnazjum i Liceum im. Stefana Batorego w Warszawie. Absolwent Wydziału Matematyki Uniwersytetu Warszawskiego (1952). Doktorat uzyskał w PAN w 1955, w zakresie topologii algebraicznej. Jego promotorem był Karol Borsuk. Pracował na szeregu uczelni, w tym na Uniwersytecie Warszawskim. Na emeryturę przeszedł na Indiana University, gdzie był promotorem (co najmniej) 11 prac doktorskich, w latach 1968-78; także (co najmniej) jednej na Uniwersytecie w Lublanie. Był członkiem Institute for Advanced Study w roku akademickim 1960/61.
Specjalnością matematyczną Jana Jaworowskiego była topologiczna teoria transformacji grupowych. Między innymi jego praca doktorska była poświęcona uogólnieniu twierdzenia Borsuka-Ulama o antypodach.